# 巴斯昆恰克湖

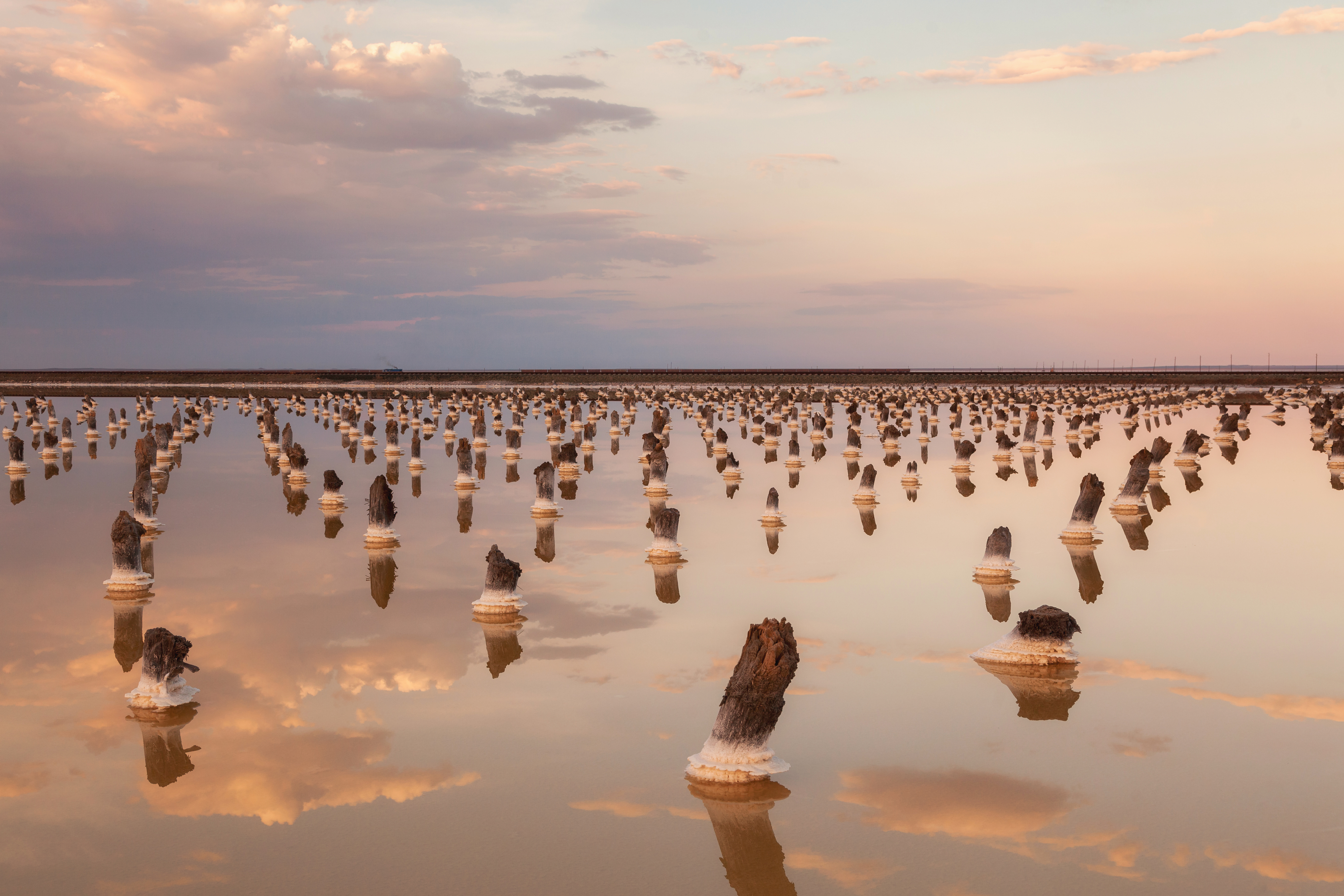
巴斯昆恰克湖。湖中的木柱用于制盐。

巴斯昆恰克湖是俄羅斯的鹹水湖，位於俄羅斯阿斯特拉罕州內，距離裡海270公里、伏爾加河53公里，海拔以下21米，長18公里、闊13公里，面積115平方公里，集水區面積11,000平方公里，最大深度3米，鹽度為300g/L，其中99.8%為氯化鈉，佔俄羅斯産鹽量的百分之八十。

## 外部連結
- Bogdinsko-Baskunchaksky Nature Reserve